# Фанні Луукконен
Фанні Луукконен (фін. Fanni Luukkonen; 13 березня 1882, Оулу — 27 жовтня 1947, Гельсінкі) — голова фінської жіночої військової організації Лотта свярд (1929-1944).

## Біографія
Фанні Луукконен народилася в Оулу в 1882 році в родині Оллі і Катаріни Софії Луукконен, була другою дитиною в сім'ї. Після закінчення народної школи її вібправили в Оулуську школу для дівчаток. Її класною дамою була відома проповідниця пієтизму Ангеліка Венель, вплив якої відчувалося в поведінці і мисленні багатьох її випускниць тривалий час після закінчення школи. Закінчила жіноче педагогічне училище при Гельсінгфорсському університеті в 1902 році. Після цього працювала вчителькою в Оулу, а потім, з 1912 року, займала посаду старшого педагога в школі для дівчаток при Сортавальскій учительській семінарії.
Під час Громадянської війни служила в шюцкорах, а після її закінчення вступила в щойно створену організацію Лотта Свярд, яку очолила в 1929 році.
Після закінчення Радянсько-фінської війни, згідно з умовами Московського перемир'я на вимогу Союзної контрольної комісії в Фінляндії (відповідно до ст.21 договору про перемир'я, що передбачала розпуск військових організацій) організація Лотта свярд, очолювана Луукконен, була офіційно розпущена.
Останні роки життя Фанні Луукконен проживала в Гельсінкі, де займалася літературними перекладами. Вона неодноразово згадувала, що стала отримувати листи з погрозами та образами від родичів жертв діяльності Лотт і батьків Лотт, які постраждали на війні, часто листи були анонімними.
Фанні Луукконен померла в Гельсінкі 27 жовтня 1947 від серцевого нападу і була похована в родовій усипальниці в Круунунсаарі. На надгробному камені була висічена емблема Лотт і фраза: «Isänmaa on Jumalan ajatus» («Вітчизна - думка Божа»).

## Нагороди
- Орден Хреста Свободи 1-го класу з мечами (1941) та орденською зіркою (1944) — перша жінка, нагороджена цим орденом; орден вручений особисто Карлом Маннергеймом.
- Орден Заслуг німецького орла із зіркою (19 травня 1943) — нагороджена особисто Адольфом Гітлером.

## Галерея

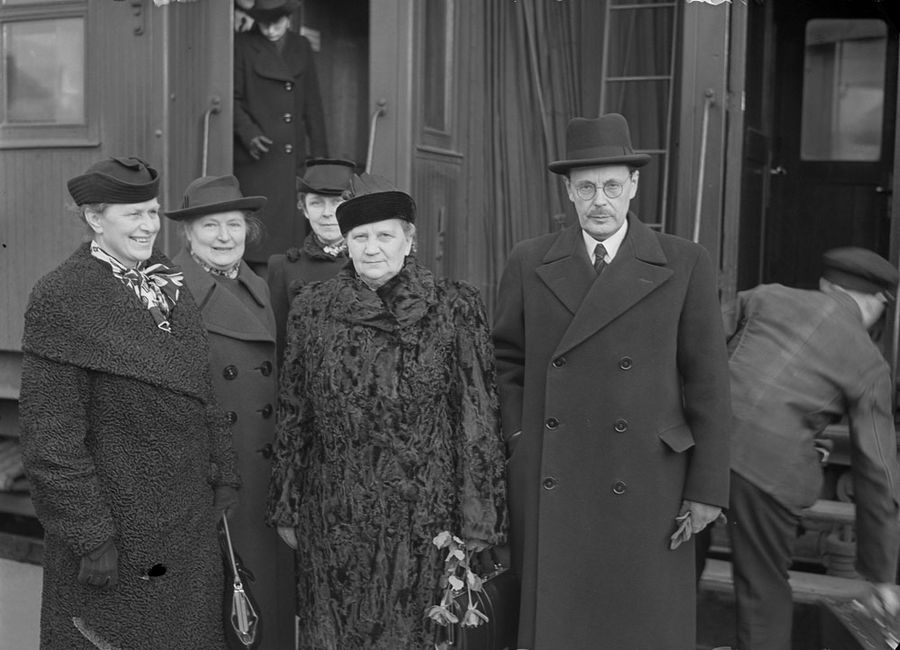
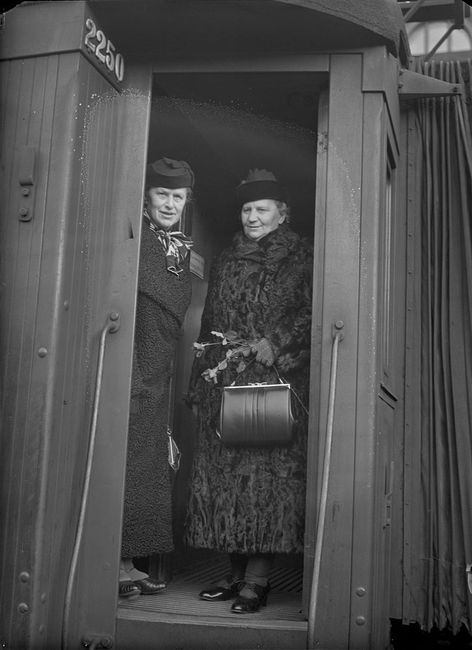
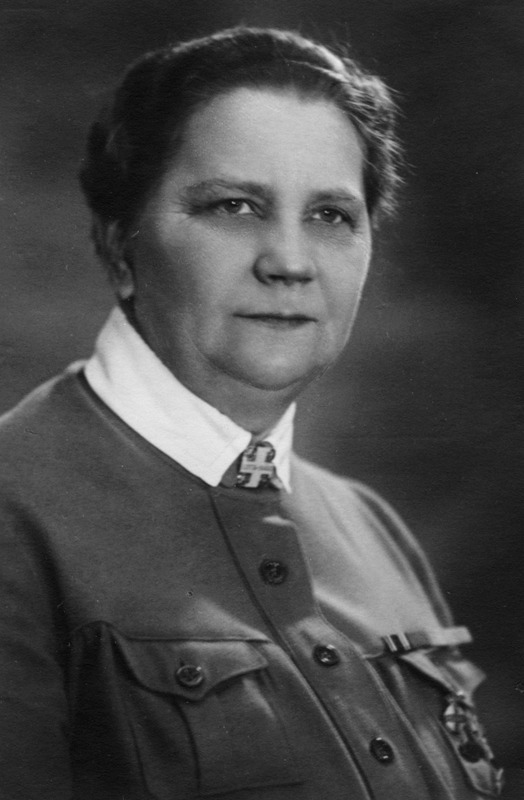
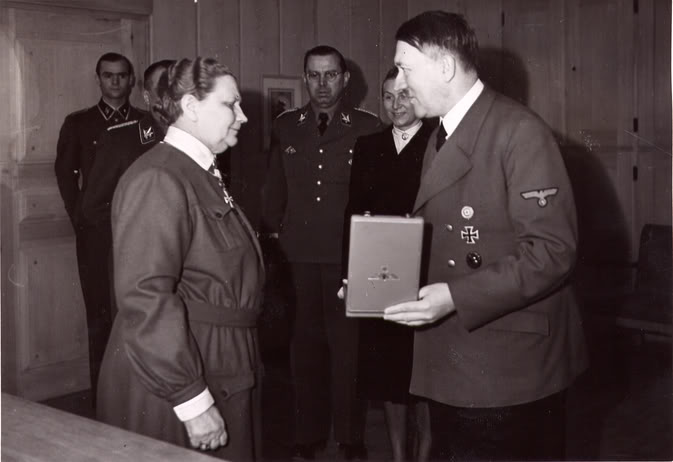
Адольф Гітлер нагороджує Фанні Луукконен орденом заслуг Німецького орла (19 травня 1943)
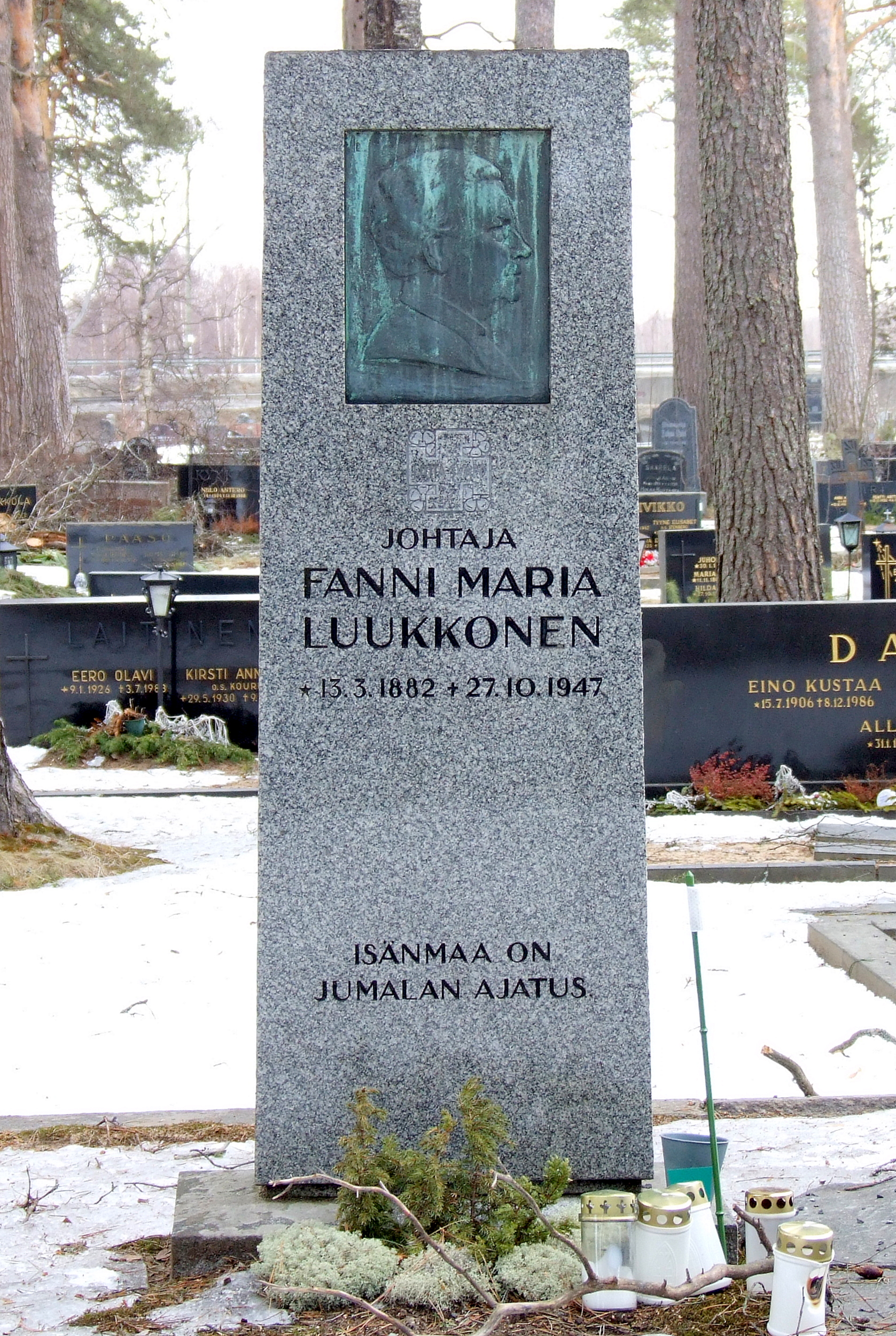
Могила Фанні Лууконенн